# 铁山街道 (舞钢市)
铁山乡，是中华人民共和国河南省平顶山市舞钢市下辖的一个乡镇级行政单位。

## 行政区划
铁山乡下辖以下地区：
找子营村、水坑赵村、冢李村、薄冲村、韩庄村、扁担李村、傅庄村、上曹村、中曹村和前张村。